# 8.6秒バズーカー
8.6秒バズーカー（はってんろくびょうバズーカー、英語: 8.6SecBAZOOKAA）は、日本のお笑いコンビ。吉本興業東京本社所属。略して「ハチロク」とも言われる。2014年結成。NSC大阪校36期生。

## メンバー
はまやねん（1991年3月10日 - ）（34歳）
ボケ担当。
- 身長170cm、体重80kg、血液型A型。大阪成蹊大学出身。
- 本名、浜根 亮太(読み方:はまね りょうた)。
- 趣味はスノーボード、自転車、野球観戦。特技は野球。
- 卒業アルバムには、プロ野球選手になりたいと書いていた。
- やけ食いでもなく、大学二年生の頃に20kg激太りした。
- 2016年9月、第1子誕生を機に一般女性と結婚するが、2018年3月に離婚。

タナカシングル（1991年2月26日 - ）（34歳）
ツッコミ、ネタ作り担当。
- 身長173cm、体重57kg、血液型B型。
- 旧芸名、田中シングル（読み同じ）。本名、田中 真(読み方:たなか しん)。
- 2019年10月24日、Twitterにて改名を発表。同日に更新したYouTube動画では、占い芸人・アポロン山崎から「旧芸名の画数が良くない」と指摘され、読みの変わらない3つの表記を比較した末に現芸名を選んだ経緯がまとめられている。
- 趣味は音楽、スケートボード、サッカー。特技はギター、バンド。
- 観葉植物が好き。
- 小学生、中学生時代はサッカー部に所属。卒業アルバムにはJリーガーになりたいと書いていた。
- 約1000人もいるNSC同期生との競争で勝てる自信が無かったことから、プロデビューは諦め、NSCの1年だけで辞めようとしていた考えがあったという。
- 2017年2月、20代の一般女性との結婚を発表。同年5月21日に妻との間に第1子が誕生したことを明かした。
- 2018年8月20日、吉本坂46のオーディションに合格し、メンバー（1期生）に選ばれる。

## 略歴
大阪NSC36期生（2013年4月入学）出身。NSC卒業後の2014年4月1日に結成し、デビュー。
2人は吹田市立第二中学校の時の同級生。中学生時代はもう一人を加えた3人で芸人を目指そうとしていたが、就職することを選んだ1人が抜け、残った2人で芸人を目指すことになった。
袖まくりした赤いワイシャツと赤いズボン（はまやねんは膝丈、タナカは八分丈）に黒いネクタイ、サングラスという出で立ちが基本スタイル。なお、この衣装にする前は私服で出演していた。
2014年末から2015年にかけてリズムネタの「ラッスンゴレライ」で大ブレイクし、年末年始（2014年12月27日〜2015年1月7日）には12本のテレビ番組に出演。2015年3月18日には同事務所所属芸人では最速となるデビューから1年以内でのDVD『ラッスンゴレライ』を発売。また、同月23日には初単独ライブをなんばグランド花月で行い、こちらもデビューから史上最短記録になる。下積み経験のない芸人がこれほどブレイクしたのは異例である。2015年2月14日に開催されたTOKYO RUNWAYに登場した。
コンビ名の"8.6秒バズーカー"は、広島市への原爆投下の類いとは関係は無くはまやねんの50m走タイムからとられている。

## ラッスンゴレライ
2014年末から2015年にかけて彼らがブレイクした時のネタ。「ラッスンゴレライ」という意味不明なフレーズをはまやねんがリズムの中で言い、タナカシングルがそれに戸惑いながら同じくリズムに乗って「ラッスンゴレライって何ですのん」「ちょっと待ってちょっと待ってお兄さーん」などと応じる展開の、リズムネタである。
元々は普通に漫才をしていた二人だが、はまやねんが口下手で、ネタを言うタイミングがうまく行かなかったことから「リズムに乗せればネタもタイミング良く言える」という発想でリズムネタを行うこととなった。「ラッスンゴレライ」というフレーズは、ネタ作りに困った田中がはまやねんを笑わそうとした時に生まれたという。「ラッスンゴレライ」と言い出してから1時間でネタを完成させ、次の日がネタ見せだったのでこのネタを持っていく。NSC講師の本多正識は、彼らの芸を面白いとは思わなかったが「（やるなら）衣装も揃えて、ベルトもサングラスも靴も揃えて、トータルで綺麗にしてオリエンタルラジオのように動きのキレをよくしてやり」とアドバイスした。田中はこのフレーズを「自転車に乗ってる時に思い付いた」とも述べている。ブレイクのきっかけは2014年11月4日深夜に放送された『オサレもん』（フジテレビ）、そして『ぐるぐるナインティナイン』（日本テレビ）内のコーナー「おもしろ荘へいらっしゃい!」への出演で、中高生を中心に人気を獲得するようになっていった。またスマートフォンで彼らの動画を手軽に見せ合える若い世代のコミュニケーション環境も、急速な流行に拍車をかけた。年末の新語・流行語大賞で、「ラッスンゴレライ」はノミネート50語に選ばれたが、トップ10からは漏れた。落選の報を聞いて田中は「悔しいですね。上半期に頑張りすぎました…」と下半期の失速を悔やんだ。

## 出演

### テレビ
- オサレもん（2014年11月5日、フジテレビ） - 初出演以降、不定期出演
- 初詣!爆笑ヒットパレード（2015年1月1日、フジテレビ）
- ぐるナイおもしろ荘（2015年1月1日・2月26日、日本テレビ） - 若手にチャンスと愛を…誰か売れて頂戴SP
- エンタの神様（2015年3月21日 - 、日本テレビ）
- 笑点（2015年5月10日、日本テレビ）
- リズムネタAゴーゴー（2015年11月21日、TBSテレビ）
- アイドルゾーン20時（2016年4月 - 6月21日、TOKYO MX）金曜アシスタント[28]
- 日テレ系お笑いの祭典 NETA FES JAPAN (2020年2月24日、日本テレビ)
- 水曜日のダウンタウン（2024年5月15日、TBSテレビ） - はまやねんのみの出演

### CM
- スーパーヒーロー大戦GP 仮面ライダー3号（2015年3月）[29]
- 美十「大阪さくさくワッフル」（2015年4月）[30]
- ベラジオコーポレーション（2015年4月）[31]
- タマホーム「国産材」篇（2015年6月）[32]
- マルハニチロ「おいしいおさかなソーセージ」（2015年7月）
- エイチーム引越し侍

## 作品

### DVD
- ラッスンゴレライ（2015） EAN 4571487557159
- ラッスンゴレライブ（2015） EAN 4571487559566

### 音楽配信
シングル
1. ラッスンゴレライ（2015.02.25）
2. ストリートミュージシャン（2015.06.03）
3. ダルマさんがローリングナイト（2017.09.27）
4. 崖上くるぶ見せるー子（2017.10.11）
5. ゴリラ（2017.10.25）

## 受賞
- Yahoo!検索大賞 2015・お笑い芸人部門賞[33]
- 第1回 上方漫才協会大賞 話題賞
- 第16回ビートたけしのエンターテインメント賞 ウーパールーパー賞[34]